# CRISPR
CRISPR（英: clustered regularly interspaced short palindromic repeat; クリスパー）は数十塩基対の短い反復配列を含み、原核生物における一種の獲得免疫系として働く座位である。配列決定された原核生物のうち真正細菌の4割と古細菌の9割に見出されており、プラスミドやファージといった外来の遺伝性因子に対する抵抗性に寄与している。

## 歴史
CRISPRと呼ばれている反復クラスターは、石野良純らによって1987年に大腸菌で初めて記載された。1989年以降、フランシスコ・モヒカの研究により、類似の反復クラスターがその他の真正細菌や古細菌で見つけられ、当初はshort regularly spaced repeats (SRSR)と名付けられたが、2002年にモヒカによってCRISPRと命名された。またCRISPRリピート近傍にはヌクレアーゼやヘリカーゼをコードするCRISPR-associated (cas)遺伝子群が存在することが示された。この段階においてはCRISPRの機能や役割は不明であったが、2005年にモヒカを含む複数の研究グループによって、CRISPRのスペーサー配列がファージに由来するものであることが発見された。最終的にロドルフ・バラングー（Rodolphe Barrangou）らによって、CRISPRの役割として知られるバクテリオファージへの耐性獲得機能が実験的に証明されたのは2007年であった。

### Cas9を応用したゲノム編集技術の開発
一方、CRISPRのDNA切断機構は遺伝子工学的応用にも用いられるようになる。2012年にJinekらがII型CRISPR-Casシステムを構成するCas9がRNA依存性のDNAエンドヌクレアーゼであることを見出し、生化学的にCas9による標的DNAの切断が可能であることを示すと、翌年には同グループを含めた複数のグループが哺乳類細胞のCRISPR-Cas9システムによるゲノム編集に成功する。また、このゲノム編集技術に関する特許申請はその後の係争へ繋がる。今日ではゲノム編集技術の他にも転写制御、イメージング、核酸検出法など、様々な応用法が検討ないし実用されている。
CRISPR-Cas9システムを発表したエマニュエル・シャルパンティエとジェニファー・ダウドナは従来より精度が高く使いやすいゲノム編集手法の開発を評価され、2020年のノーベル化学賞を受賞した。

### Cas12a/Cas13の発見と診断技術・治療技術への応用
2015年、細菌Francisella novicidaに由来するCpf1系において、ヌクレアーゼCas12a(旧名Cpf1)が発見される。2016年にはRNAを標的とするエンドヌクレアーゼCas13a(旧名C2c2)が発見された。Cas13はRNA誘導型RNAエンドヌクレアーゼであり、DNAは切断せず、一本鎖RNAのみを切断することを意味する。Cas13はそのcrRNAがssRNAの標的に誘導され標的と結合して切断する。Cas13の特徴はCas9と比較して標的を切断した後も標的に結合したままで、他のssRNAを無差別に切断することである。この性質はcollateral cleavagと呼ばれ、SHERLOCK法(Specific High Sensitivity Enzymatic Reporter Unlocking、邦訳：高感度核酸検出)またはCas12aとCas13を併用したSHERLOCK v2として様々な診断技術の開発に利用されており、具体的にはHUDSON(Heating Unextracted Diagnostic Samples to Obliterate Nucleases)と併用されることで、4種のデング熱ウイルスと2015年から2016年にわたって流行した地域特異的な鎖を有するジカ熱ウイルスの判別や患者から直接得られたデング熱ウイルスの高度な器具の不要な迅速検査の他、無細胞による悪性腫瘍のDNA変異の診断等に応用される。この技術をさらに応用し、Cas13の特定のssRNAウイルス(A型インフルエンザウイルス・水胞性口炎ウイルス・リンパ球性脈絡髄膜炎ウイルスの3種)への抗ウイルス的な作用に着目して、CARVER(Cas13-assisted Restriction of Viral Expression and Readout)が開発され、抗ssRNAウイルス薬への応用の可能性も示された。さらにCRISPR-Casシステムには抗菌作用も存在し、DNA編集を行うCas9を使用した場合にはプラスミド上に遺伝子があると適切な殺菌ができず、細菌の変異をもたらすリスクがある一方、RNA編集を行うCas13aを使用する場合はそのような懸念がなく薬剤耐性菌を標的とした増殖の抑制に臨床上使いやすいと期待する研究もある。

### COVID-19の世界的流行に伴うSARS-CoV-2診断技術への応用
新型コロナウイルスに関しても、Cas12a/Cas13の診断技術が応用される可能性があり、Cas13aを用いたリキッドバイオプシーからがん変異遺伝子を特定する技術に続いて、2020年3月にはCas13aを用いたSARS-CoV-2の検出プロトコルが発表された。Cas13を用いた検査に関しては、サンプルRNAに関して感度95%以上・特異度99％以上という高精度かつ検査1回当たり0.05ドルという安価な費用、2時間以内という迅速性が利点として挙げられ、この点が従来の検査法であるRT-PCR法に対して優越し、SARS-CoV-2のmRNAに応用することも検討されている。理化学研究所・東京大学先端科学技術研究センター・東京大学大学院理学系研究科・京都大学ウイルス・再生医科学研究所の研究チームは、SARS-CoV-2由来のウイルスRNAを分子レベルで5分以内に迅速に高い特異度で検出する、COVID-19を含む感染症の超高感度の検査技術を開発した。これは、従来のCRISPR-Cas13aによる検査法にマイクロチップ技術(マイクロチャンバーアレイ)を組み合わせたSATORI法(CRISPR-based Amplification-free Digital RNA Detection)であり、唾液のような混入物質に対してロバストであるため、RNAを純化する作業が不要で臨床に応用しやすく、従来の検査法で精度が高く確定診断に用いられるPCR検査と比較して極めて迅速であり、迅速でスクリーニングに適している抗原検査よりも検出感度や特異度が高いと当研究チームは主張している。また、オフターゲット変異が少ないとされるタイプⅠのCas3を用いた日本の国産ゲノム編集技術をLAMP法(Loop-mediated Isothermal Amplification)と組み合わせることで、東京大学医科学研究所の研究チームがCOVID-19検査法として応用したCONAN法(Cas3-operated Nucleic Acid Detection)という診断薬技術をプレプリントの方式で発表し、この検査技法は40分以内の迅速な検査が可能で、Cas12(Cas12aを用いたDETECTR法(DNA Endonuclease-Targeted CRISPR Trans Reporter))やrRT-PCRを用いた検査に匹敵する速度や感度であり、特異度はより高く低コストかつ熟練した検査人員や機器が不要であり、SARS-CoV-2以外にもA型インフルエンザウイルス(H1N1pdm09・H3N2)の検査等にも応用可能であると主張する。
以上のような技術に加え、食品医薬品局(FDA)から実際にコロナウイルスの診断薬として緊急使用許可(EUA)を受けているものも存在し、SHERLOCK法を用いた「CRISPR SARS-CoV-2キット」やDETECTR法を用いた"SARS-CoV-2 DETECTR Reagent Kit"は申請され緊急使用許可が下りた。

## 構造

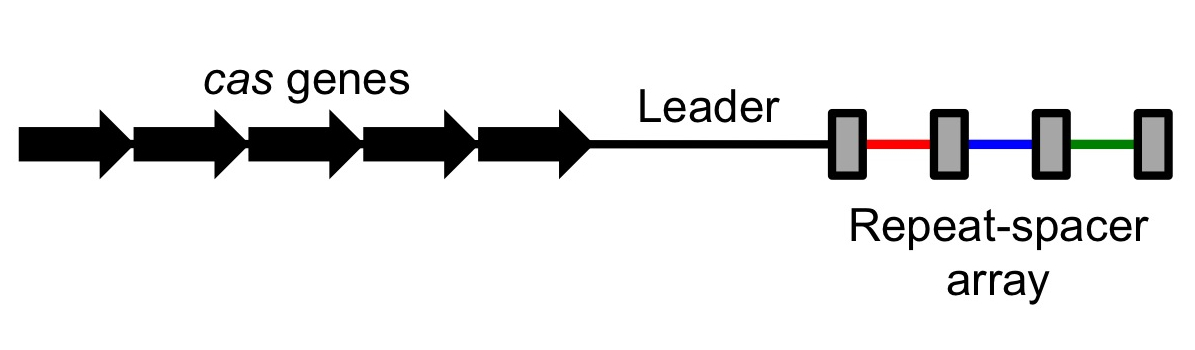
CRISPR座位の概略図。グレーの四角がリピート、カラーの棒がスペーサーを示している。

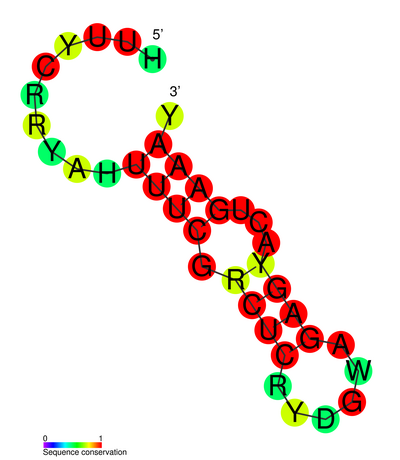
リピートの形成するステムループ構造の例。赤く示された塩基は同一のサブタイプに属するCRISPRの間で保存されている。

大抵のCRISPR座位には、cas遺伝子群、先行配列、リピート・スペーサー列の3要素が存在している。しかしその順序はここに示したとおりとは限らない。また、CRISPR-Casシステムを構成するCasタンパク質群の種類や、作用機序の違いに応じてI型、II型、III型に大きく分類され、各CRISPR-Casシステムはそれぞれいくつかのサブタイプに分類される。

### リピートとスペーサー
CRISPRリピートの要素は24から48塩基対で通常は回文配列を含み、stem-loopヘアピン構造を形成する。このリピート要素の間に似たような長さのスペーサーが介在している。スペーサーの配列はプラスミドやファージの持つ配列と同一であったり、あるいは自身のゲノム中の配列と同一(self-targeting spacers)であったりする。ファージが感染すると、速やかに新たなスペーサーが追加される。

### cas遺伝子群
cas遺伝子群（CRISPR関連遺伝子群）は、リピート・スペーサー列の近傍に見出されることの多い遺伝子群で、これまでに40以上のファミリーが見出されている。なかでもCas1ファミリーはCRISPR/Casシステムに共通しているようである。cas遺伝子やリピート構造の組み合わせにより8種のサブタイプ(Ecoli, Ypest, Nmeni, Dvulg, Tneap, Hmari, Apern, Mtube)が定義されており、なかにはさらにrepeat-associated mysterious proteins (RAMPs)とよばれる追加の要素が見出されているサブタイプもある。また1種のゲノム中に複数のCRISPRサブタイプが存在する例もある。
Casタンパク質の中でスペーサーの獲得に関与するCas1やCas2がサブタイプ間で高度に保存されている一方、他のタンパク質はサブタイプ間で大きく異なる。

## メカニズム

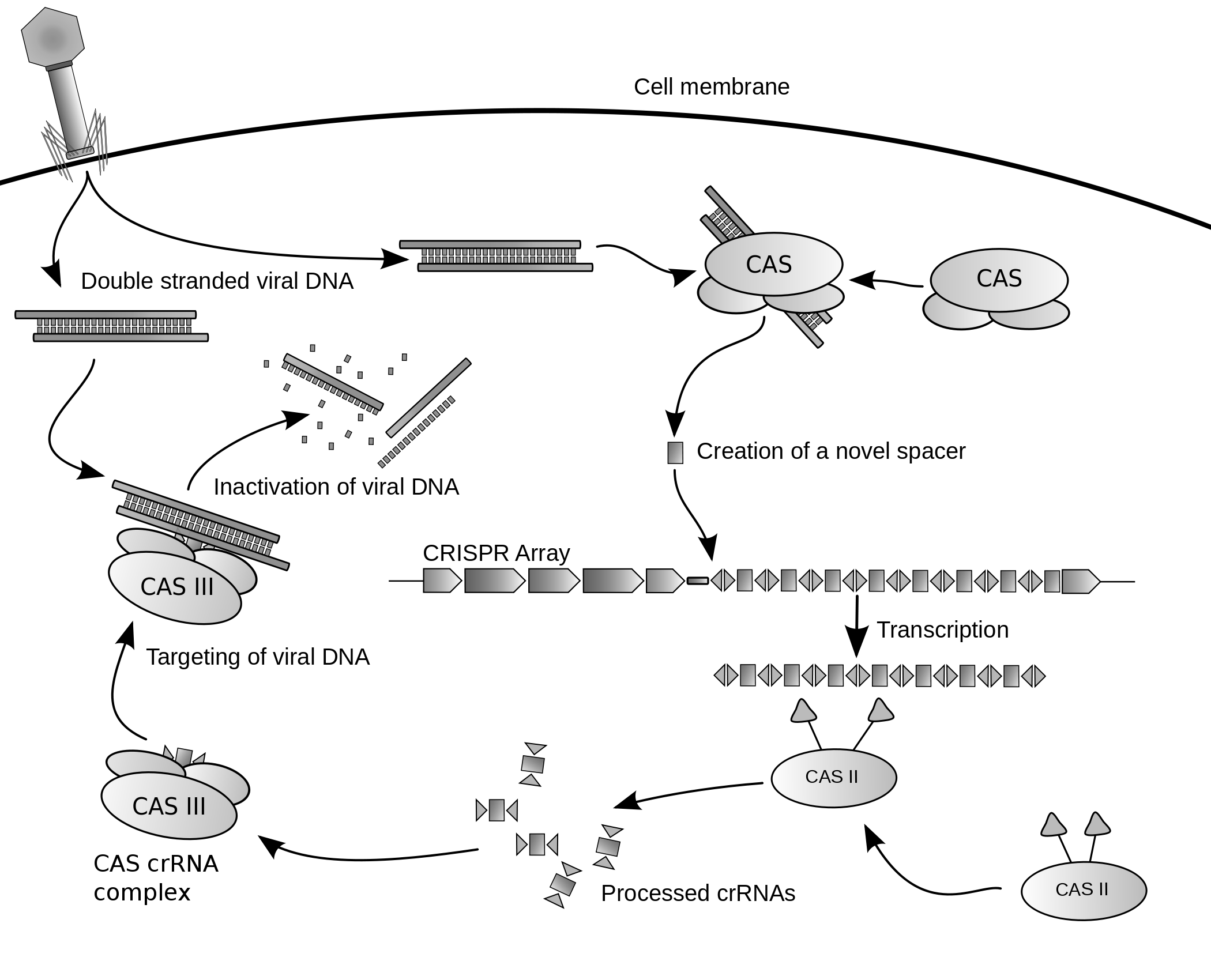
CRISPRシステムのメカニズムの概要

外来DNAはcas遺伝子群のいずれかにコードされているタンパク質によって30塩基対ほどの長さに分断され、それがCRISPR座位に何らかの方法で挿入されることで免疫記憶として機能する。CRISPR座位は普段からRNAが転写されており、Casタンパク質によって各々外来配列を含む小さなRNA (crRNA) に分断されている。このRNAは、別のCasタンパク質を外来DNA（またはそれに由来するRNA）に導き、真核生物のRNAiに類似した機構でその機能を抑制する。真核生物のRNAiと原核生物のCRIPSPR/CasシステムはどちらもRNAによる外来遺伝子の抑制機構であるが、反応に関わる酵素機構や二本鎖RNAの開裂の有無、塩基長などから明確に区別される。
サブタイプによって機能的にも多様化していると考えられている。EcoliサブタイプのCasタンパク質群はCascadeとよばれる複合体を形成し、RNA産物をスペーサーとリピートからなる単位へ分断して複合体に取り込む。Pyrococcus属ではエンドリボヌクレアーゼであるCas6がRNAを分断している。大腸菌において、CRISPRによるファージの不活化にはCascadeとCas3が必要であるが、Cas1とCas2は必要でない。
このように、CRISPR/Casシステムは外来遺伝子に対する免疫機構として研究されてきたが、前述の通りCRISPRの中には自己の配列を標的としたスペーサーが存在していることも明らかになっている。この自己標的型のCRISPRは自己免疫反応に関わると推測されてきたが、野兎病菌の別種であるFrancisella novicidaのCas9が小型CRISPR関連RNA (smal CRISPR-associated RNA; scaRNA)と名付けられた小型のRNAと共に複合体を形成し、内在性の遺伝子発現を調節しているという報告もあり、自己標的型のCRISPRが内在性の遺伝子調節に関与している可能性も指摘されている。

## 進化
CRISPRサブタイプは原核生物の系統上で混在しているので、このシステムは水平転移によって伝播してきたものと考えられる。
CRISPR/Casシステムにより、原核生物は特定のファージに対する免疫を獲得し、ファージの伝播を阻止することができる。この免疫はその後遺伝していくので、これはラマルク進化であると唱える研究者もいる。

## 応用
CRISPR/Casシステムの応用として以下のようなものが提唱されている。
- 発酵に利用するなど産業的に重要な細菌に対して人為的に改変したCRISPR座位を導入し、有害なファージに対する免疫を与える
- CRISPR/Casシステムを用いた細胞および個体レベルでのRNA誘導性 (RNA-guided) のゲノム工学 (genome engineering) [注 1]技術への応用。この分野において in vivo, in vitro それぞれの系で実証実験がなされている[12][13][56]
- 内在性の遺伝子に対応するスペーサーを含むCRISPR座位を導入し、その遺伝子発現をノックダウンする
- CRISPRのスペーサー配列を比較することによって菌株の分別を行う